# بایک موتور
بایک موتور (انگلیسی: BAIC Motor) شرکت خودروسازی چینی است، که در سال ۱۹۵۸ تأسیس شد.